# 군사
군사(軍事, 영어: military, military affairs)는 넓은 의미로는 군대의 운용에 관한 전반적인 사항들을 가리키는 말이며, 좁은 의미로는 군인이나 병역을 가리키는 말이다.

## 같이 보기
- 군사학
- 군사혁신(영어판), RMA)
- 전쟁의 역사
- 군인(장병)
- 군대
- 군장(military gear)
  - 모듈식 경량화물 운반 장비(영어판), 몰리)
  - 개인 방호구(영어판))
- 진법 (군사)
  - 방원진 (진법)
  - 학익진
  - 추형진 (진법)
  - 장사진 (진법)
- 병법
  - 무경칠서